# Museo dell'aviazione di Tokorozawa

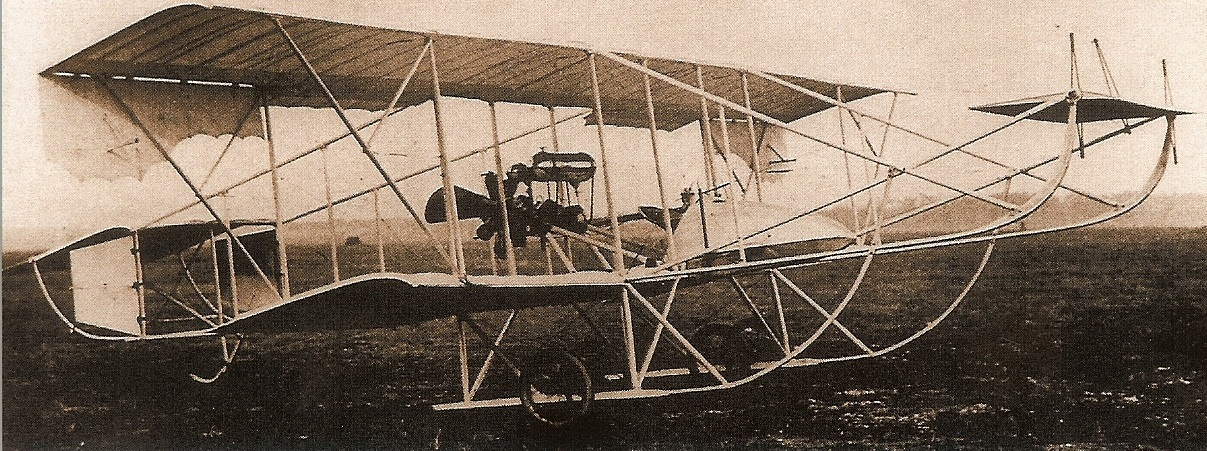
Il primo aeroplano a motore giapponese, l'"Henri Farman", presso il Campo d'aviazione di Tokorozawa

Il Museo dell'aviazione di Tokorozawa (所沢航空発祥記念館?, Tokorozawa Kōkū Hasshō Kinenkan) è un museo ubicato nella città Tokorozawa, nella prefettura di Saitama, dedicato alla storia dell'aviazione in Giappone. Contiene aeroplani e altri oggetti esposti (molti dei quali sono interattivi) e un teatro IMAX. Ubicato sul sito del primo campo d'aviazione giapponese che iniziò le attività nel 1911 con un volo di Yoshitoshi Tokugawa, la pista singola originale è ancora visibile ed è stata incorporata in un più vasto parco multifunzionale adiacente al museo. Si trova all'interno del Parco commemorativo dell'aviazione di Tokorozawa (Tokorozawa Aviation Memorial Park).

## Aeroplani nella collezione

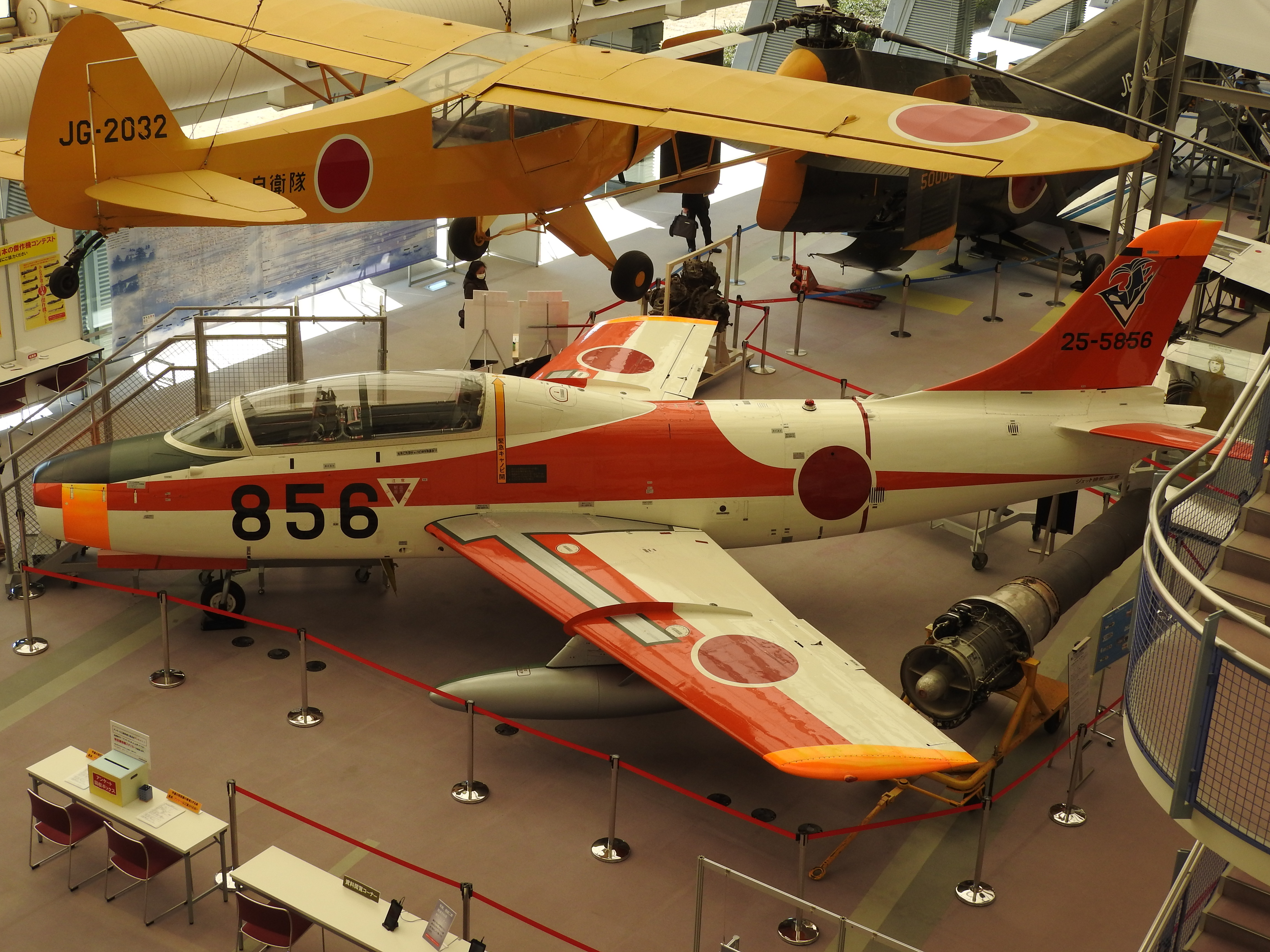
Fuji T-1 (25-5856)

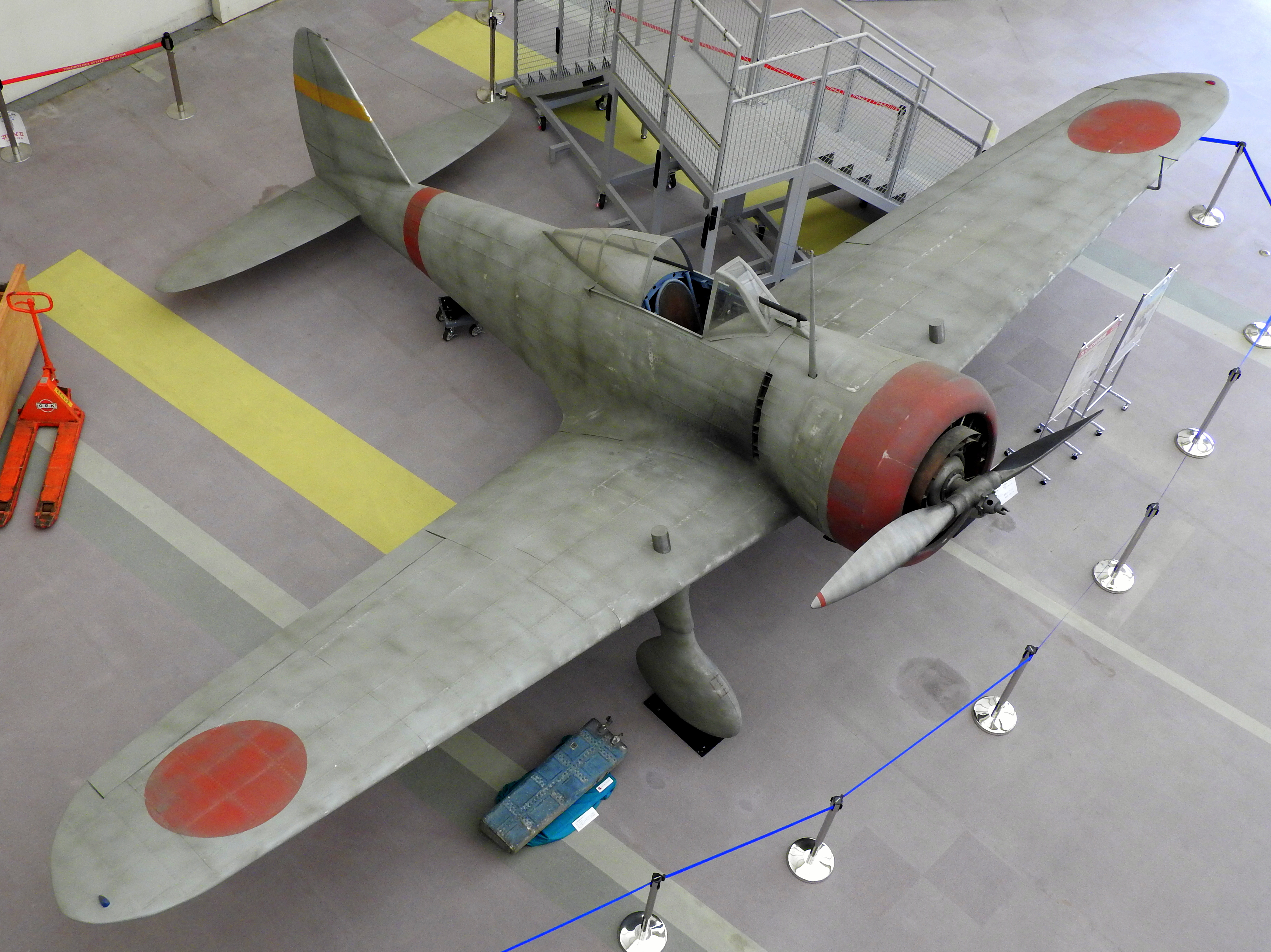
Riproduzione del Nakajima Ki-27 Nate

In qualsiasi dato momento gli aeroplani in mostra varieranno. Il NAMC YS-11 e il Curtiss EC-46 Commando sono in mostra permanente nel parco, ma la collezione visibile nel museo stesso cambia. La collezione è la seguente:
- 91-1143 Curtiss EC-46A Commando (esterno)[1]
- JA8732 NAMC YS-11 (esterno)[1]
- 52-0099 North American T-6G Texan[1]
- JG-0001 Sikorsky H-19C Chickasaw[1]
- 50002/JG-0002 Piasecki H-21/Ventrol V44A[1]
- 25-5856 Fuji T-1[1]
- 53-5025 Stinson L-5 Sentinel[1]
- 31065/JG-1065 Hughes-Kawasaki OH-6J Cayuse[1]
- 60508/JG-0508 Beechcraft T-34 Mentor[1]
- JG-2023 Piper L-21B Super Cub[1]
- 40001/JG-0001 Kawasaki KAL-2[1]
- Kaishiki no 1 (replica)
- 41547/JG-1547 Bell UH-1B Iroquois[1]
- 41560 Bell UH-1B Iroquois[1]
- Nakajima Army Type 91 Fighter (fusoliera)[1]
- Kaishiki No.1 (riproduzione)[1]
- 30003 Bell H-13E Sioux[1]
- JA3052 Cessna 170B[1]
- JA5170 Cessna T310P[1]
- 4253/18 Fokker D.VIII (riproduzione)[1]
- 61328 Hughes TH-55J[1]
- 30213 Kawasaki-Bell H-13KH[1]
- 51734 Kawasaki-Vertol KV-107-II-4[1]
- JA0148 Kirigamine Hato K-14 glider[1]
- JA9549 Mil Mi-8PA Hip[1]
- J-TECH Nieuport 81 E.2[1]
- 84-8102 North American F-86D Sabre[1]
- JA3925 Piper J-3C-65 Cub[1]
- S4523 SPAD S.XII (riproduzione)[1]

## Mostre temporanee
Nel 2013, un caccia Zero in buone condizioni della Seconda guerra mondiale fu esposto nel museo, in prestito dal Planes of Fame Air Museum in California.
Nel 2016 una riproduzione del Nakajima Ki-27 Nate fabbricata per lo sceneggiato del 2015 della TV Asahi "Tsuma to Tonda Tokkouhei" fu esposta nel museo.

## Accesso
Il museo è ubicato vicino alla stazione di Kōkū-kōen sulla Linea Seibu Shinjuku, approssimativamente da 30 a 45 minuti dal centro di Tokyo.